# PROA Comunicación
PROA Comunicación és una consultora de comunicació espanyola. Va ser fundada en 2009 i és la promotora de l'Observatorio Proa per a la reflexió sobre la comunicació, fòrum que se celebra des de 2017.Amb seu a Madrid, té delegacions a Barcelona, Bilbao, València, Santander i Vigo. En 2023 va rebre el Premi Ana Baschwitz a millor agència de comunicació.

## Història
L'empresa va ser creada en 2009 per Lucía Casanueva. En els seus inicis estava especialitzada en comunicació corporativa, financera i de crisi. Va ser refundada en 2015 en entrar com a sòcia Valvanuz Serna, ampliant-se als sectors de gran consum i serveis professionals. En 2020 va adoptar nova imatge, web, lema i logotip.
Té la seva seu a Madrid i delegacions a Barcelona, Bilbao, València, Santander i Vigo. En 2022 va inaugurar lla nova seu al carrer Montalbán, presentant-se un informe sobre la comunicació en temps de crisi. Les seves aliances internacionals són amb les consultores Vae Solis Communications i Corpcom.
L'empresa gestiona la comunicació de la Càtedra Vargas-Llosa i la Fundació Internacional per a la Llibertat (FIL), del sector assegurador, amb AIG, Boston Consulting Group, Lacoste, Artá Capital, Mercapital, OHL, i Condé Nast, entre d'altres.
Segons la revista «El Publicista», Proa Comunicació es troba en el Top 50 de les 100 consultores de comunicació més rellevants d'Espanya.

## Observatori Proa
En 2015 es va crear l'Observatori Proa com un fòrum estable de debat amb la participació de persones destacades del món polític, econòmic i cultural. Amb anterioritat van ser convidats diversos polítics, seguint la pauta de diverses consultores de generar trobades d'empresaris i polítics, com José Luis Martínez-Almeida (Partit Popular) o Javier Ortega-Smith (Vox).
Per l'Observatori Proa han passat personalitats públiques i representants del sector empresarial com: Cristóbal Montoro, Jordi Sevilla, Ana Pastor, Juan Carlos Campo, magistrat de l'Audiència i ex ministre de Justícia,Javier Zaragoza, Pau Molins, Manuel Sala,Borja Bergareche, Mirian Izquierdo, José Antonio Zarzalejos, i Raimundo Herráiz, entre d'altres.
Entre les trobades realitzades per l'Observatori Proa, va destacar el celebrat en el Cercle Eqüestre de Barcelona i que va estar dedicat als judicis paral·lels o la denominada “pena del telenotícies”. En ell van intervenir Juan Carlos Campo, el fiscal del Tribunal Suprem, Javier Zaragoza,i Pau Molins defensor de la Infanta Cristina.

## Produccions
- Informe ‘La nova comunicació i màrqueting empresarials en temps de postpandèmia, crisi econòmica i guerra’, signat pel periodista i adjunt a la presidència del Confidencial, José Antonio Zarzalejos, (19/11/22)[5]
- “El clic” Documental sobre Salut Mental.[23]